# سارة مطر
سارة مطر، كاتبة وصحفية سعودية تجمع بين مهمة الكتابة الصحافية والروائية، تعد من الكاتبات المثيرات للجدل، حيث إنها تميل إلى الأدب الذاتي، لها مؤلفات أغلبها حازت على وسم «الأكثر مبيعاً» في سوق الكتب الخليجية، منها روايتها “أنا سنية وأنت شيعي” التي منعت بعد ذلك من النشر في السعودية والكويت.

## سيرتها المهنية
سارة مطر متخصصة في علم الاجتماع والإعلام والعلاقات عامة دعاية وإعلان من جامعة البحرين في عام 2004 وتخرجت فيها عام 2008، تعمل في العلاقات العامة وتكتب في عدد من الصحف السعودية والخليجية والعربية كصحيفة الرؤية الإماراتية، وجريدة الوطن السعودية.

## مؤلفاتها
1. (2008)، قبيلة تدعى سارة: دار فراديس للنشر والتوزيع، البحرين[7]
2. (2012)، الحب صنيعة النساء.
3. (2013)، أنا سنية وأنت شيعي: دار مدارك للنشر، الإمارات.[8]
4. (2014)، إنما أنت حبيبها: دار مدارك للنشر، الإمارات.[9]
5. (2015)، النمرة غلط: دار مدارك للنشر، الإمارات.
6. (2019)، يا أنا يا أنا: دار مدارك للنشر، الإمارات.[10]

## روابط خارجية
- مقابلة قناة سكاي نيوز مع الكاتبة والصحفية السعودية سارة مطر